# Hans-Georg Jaunich
Hans-Georg Jaunich (Schwaan, 18 de outubro de 1951) é um ex-handebolista alemão oriental, foi campeão olímpico.
Hans-Georg Jaunich fez parte do elenco campeão olímpico de 1980, ele jogou três partidas e anotou um gol.

## Títulos
- Jogos Olímpicos:
  - Ouro: 1980